# Рудино (Московская область)
Ру́дино — деревня в Орехово-Зуевском муниципальном районе Московской области. Входит в состав сельского поселения Горское. Население — 75 чел. (2010).

## География
Деревня Рудино расположена в северной части Орехово-Зуевского района, примерно в 7 км к юго-западу от города Орехово-Зуево. Высота над уровнем моря 120 м. Ближайший населённый пункт — город Дрезна.

## Название
Название связано с некалендарным личным именем Руда.

## История
В 1926 году деревня входила в Горбачинский сельсовет Теренинской волости Орехово-Зуевского уезда Московской губернии.
С 1929 года — населённый пункт в составе Орехово-Зуевского района Орехово-Зуевского округа Московской области, с 1930-го, в связи с упразднением округа, — в составе Орехово-Зуевского района Московской области.
До муниципальной реформы 2006 года Рудино входило в состав Горского сельского округа Орехово-Зуевского района.

## Население
В 1926 году в деревне проживало 407 человек (171 мужчина, 236 женщин), насчитывалось 158 хозяйств, из которых 40 было крестьянских. По переписи 2002 года — 60 человек (31 мужчина, 29 женщин).
| 1926 | 2002 | 2006 | 2010 |
| ---- | ---- | ---- | ---- |
| 407  | ↘60  | ↘58  | ↗75  |